# Xã Jackson, Quận Lycoming, Pennsylvania
Xã Jackson (tiếng Anh: Jackson Township) là một xã thuộc quận Lycoming, tiểu bang Pennsylvania, Hoa Kỳ. Năm 2010, dân số của xã này là 396 người.